# How Long (Charlie Puth)
How Long is een nummer van de Amerikaanse zanger Charlie Puth uit 2017. Het is de tweede single van zijn tweede studioalbum Voicenotes.
"How Long" is beschreven vanuit een man die spijt heeft na vreemdgegaan te zijn, maar de dame in kwestie wil hier niets van weten. Het nummer werd een wereldwijde hit. In de Amerikaanse Billboard Hot 100 haalde het een bescheiden 21e positie. In de Nederlandse Top 40 haalde het de 16e positie, en in de Vlaamse Ultratop 50 de 19e.